# Palm Swings
Palm Swings és una pel·lícula estatunidenca de 2017 dirigida i coproduïda per Sean Hoessli. S'ha doblat i subtitulat al català.

## Sinopsi
Una parella jove i novençana pot posar a prova el seu amor quan es traslladen a Palm Springs i s'adonen que els seus veïns són swingers.

## Repartiment
- Tia Carrere: Ms. Cherry Bomb
- Sugar Lyn Beard: Allison Hughes
- Diane Farr: Claire
- Jason Lewis: Lance
- Madison McKinley: Rachel
- Danny Pardo: Michael Griffith
- Antonimar Murphy: Jennifer
- Jackson Davis Mark Hughes
- Gentry White: Derek
- Brian Dare: Josh
- Trish Cook: Renee
- Jennifer Bond: Amy
- Chaka Forman: Jim
- Seth Michaels: Thatcher
- David Stanford: Walter